# Виенски университет
Виенският университет (на немски: Universität Wien; на латински: Alma Mater Rudolphina Vindobonensis) е държавен университет, разположен в австрийската столица Виена.
Открит е през 1365 г. и сред най-старите в Европа. Предлага над 130 специалности и се посещава от около 63 000 студенти. С тази голяма численост на учащите се в него той е най-голямото висше училище в немскоезична държава. Неговото неофициално име сред австрийците е „Hauptuni“, което на немски означава „Главният университет“.

## Галерия
- Химически факултет
- Институт по фармацевтична химия
- Централна университетска библиотека
- Архив към Централната университетска библиотека
- Факултет по математика
- Факултет по информатика, приютил и Института по публицистика и комуникационни науки
- Факултет по право
- Биоцентър

## Известни личности

### Преподаватели
- Теодор Билрот (1829 – 1894), лекар
- Лудвиг Болцман (1844 – 1906), физик
- Николаус Йозеф фон Жакен (1727 – 1817), нидерландски естественик
- Константин Иречек (1854 – 1918), чешки историк
- Конрад Лоренц (1903 – 1989), зоолог и орнитолог
- Йохан Йозеф Лошмит (1821 – 1895), химик и физик
- Карл Менгер (1840 – 1921), икономист
- Франц Миклошич (1813 – 1891), словенски езиковед
- Рудолф Айтелбергер (1817 – 1885), историк на изкуството
- Зигмунд Фройд (1856 – 1939), невролог и психотерапевт
- Йорг Хайдер (1950 – 2008), политик
- Фердинанд фон Хохщетер (1829 – 1884), геолог
- Ватрослав Ягич (1838 – 1923), хърватски езиковед

### Студенти и докторанти
- Зигфрид Бернфелд (1892 – 1953), психолог
- Лудвиг Болцман (1844 – 1906), физик
- Ерхард Бузек (р. 1941), политик
- Николай Начев (р. 1975), професор по екология
- Весела Василева, българска поетеса
- Иван Велков (1891 – 1958), български археолог
- Георги Георгиев (1917 – 1988), български археолог
- Курт Гьодел (1906 – 1978), математик
- Йевто Дедиер (1880 – 1918), сръбски географ
- Нико Жупанич (1876 – 1961), словенски антрополог и политик
- Феликс Каниц (1829 – 1904), археолог и етнограф
- Елисавета Карамихайлова (1897 – 1968), българска физичка
- Курт Клингер (1928 – 2003), писател
- Хайнц Кохут (1913 – 1981), психолог
- Артур Кьостлер (1905 – 1983), писател
- Конрад Лоренц (1903 – 1989), зоолог и орнитолог
- Карл Алфред Майер (1905 – 1995), швейцарски психиатър
- Лиза Майтнер (1878 – 1968), физичка
- Карл Менгер (1840 – 1921), икономист
- Джейкъб Морено (1889 – 1974), американски психолог
- Петър Ников (1884 – 1938), български историк
- Макс Перуц (1914 – 2002), микробиолог
- Теодор Райк (1888 – 1969), психолог
- Вилхелм Райх (1897 – 1957), психолог
- Ханес Свобода (р. 1946), политик
- Карол Телбиз (1853 – 1914), общественик
- Ото Фриш (1904 – 1979), физик
- Зигмунд Фройд (1856 – 1939), невролог и психотерапевт
- Йорг Хайдер (1950 – 2008), политик
- Фридрих Хайек (1899 – 1992), икономист
- Йоханес Хан (р. 1957), политик
- Хайнц Хартман (1894 – 1970), психолог
- Ерих Мориц фон Хорнбостел (1877 – 1935), музиколог
- Йован Цвиич (1865 – 1927), сръбски географ и геолог
- Беньо Цонев (1863 – 1926), български езиковед
- Владимир Чорович (1885 – 1941), сръбски историк
- Михаел Шаранг (р. 1941), писател
- Ервин Шрьодингер (1887 – 1961), физик
- Йозеф Шумпетер (1883 – 1950), икономист
- Ватрослав Ягич (1838 – 1923), хърватски езиковед